# MUC15
MUC15 (англ. Mucin 15, cell surface associated) – білок, який кодується однойменним геном, розташованим у людей на 11-й хромосомі. Довжина поліпептидного ланцюга білка становить 334 амінокислот, а молекулярна маса — 36 294.
| 10         |  | 20         |  | 30         |  | 40         |  | 50         |
| ---------- |  | ---------- |  | ---------- |  | ---------- |  | ---------- |
| MLALAKILLI |  | STLFYSLLSG |  | SHGKENQDIN |  | TTQNIAEVFK |  | TMENKPISLE |
| SEANLNSDKE |  | NITTSNLKAS |  | HSPPLNLPNN |  | SHGITDFSSN |  | SSAEHSLGSL |
| KPTSTISTSP |  | PLIHSFVSKV |  | PWNAPIADED |  | LLPISAHPNA |  | TPALSSENFT |
| WSLVNDTVKT |  | PDNSSITVSI |  | LSSEPTSPSV |  | TPLIVEPSGW |  | LTTNSDSFTG |
| FTPYQEKTTL |  | QPTLKFTNNS |  | KLFPNTSDPQ |  | KENRNTGIVF |  | GAILGAILGV |
| SLLTLVGYLL |  | CGKRKTDSFS |  | HRRLYDDRNE |  | PVLRLDNAPE |  | PYDVSFGNSS |
| YYNPTLNDSA |  | MPESEENARD |  | GIPMDDIPPL |  | RTSV       |  |            |

A: Аланін

C: Цистеїн

D: Аспарагінова кислота

E: Глутамінова кислота

F: Фенілаланін

G: Гліцин

H: Гістидин

I: Ізолейцин

K: Лізин

L: Лейцин

M: Метіонін

N: Аспарагін

P: Пролін

Q: Глутамін

R: Аргінін

S: Серин

T: Треонін

V: Валін

W: Триптофан

Задіяний у такому біологічному процесі, як альтернативний сплайсинг. 
Локалізований у клітинній мембрані, мембрані.
Також секретований назовні.